# Kościół św. Mateusza Apostoła w Sędzinie
Kościół świętego Mateusza Apostoła w Sędzinie – rzymskokatolicki kościół parafialny należący do parafii pod tym samym wezwaniem (dekanat radziejowski diecezji włocławskiej).
Jest to świątynia wzniesiona w 1750 roku. Powstała dzięki staraniom kapituły płockiej. Restaurowana była w latach w 1842, 1874 i 1928. Wnętrze zostało odnowione w 1975 roku.
Budowla jest drewniana, trzynawowa, posiada konstrukcję zrębową. Świątynia jest orientowana. Jej prezbiterium jest mniejsze w stosunku do nawy, zamknięte jest trójbocznie, z boku jest umieszczona zakrystia. Z boku nawy znajduje się kruchta. Budowlę nakrywa dach dwukalenicowy, pokryty blachą z dwoma wieżyczkami. Większa jest czworokątna i mieści się od frontu, natomiast mniejsza, ośmiokątna jest usytuowana w centralnej części. Zwieńczają je cebulaste blaszane dachy hełmowe z latarniami. Wnętrze dzielą na trzy części dwa rzędy kolumn ustawionych po dwie sztuki. Sklepienie kolebkowe obejmuje nawę główną i prezbiterium. Nawy boczne nakryte są stropem płaskim. Na belce tęczowej znajdują się: barokowy krucyfiks i rzeźby z XVIII wieku. Chór muzyczny jest podparty dwoma słupami i charakteryzuje się z parapetem o ukośnych ramionach bocznych; na chórze jest umieszczony prospekt organowy. Polichromia nosi cechy stylu rokokowo – ludowego i powstała z 2 połowie XVIII wieku. Na stropie prezbiterium jest umieszczony Wizerunek Oka Opatrzności, w nawie znajduje się Gołębica, symbol Ducha Świętego. Wizerunki Matki Boskiej Bolesnej z pielgrzymem w kruchcie i Świętych Dawida i Cecylii z instrumentami są umieszczone na parapecie chóru. Na ścianach są umieszczone popiersia Apostołów z ornamentem i girlandami. Ołtarz główny w stylu barokowym powstał w 1 połowie XVIII wieku. Dwa ołtarze boczne i ambona reprezentują styl rokokowy i zostały wykonane w 2 połowie XVIII wieku. Chrzcielnica w stylu barokowym powstała w XVIII wieku i jest ozdobiona rzeźbą Chrztu w Jordanie.